# 6월 27일
6월 27일은 그레고리력으로 178번째(윤년일 경우 179번째) 날에 해당한다.

## 사건
- 678년 - 교황 아가토, 79대 로마 교황으로 취임했다.
- 1743년 - 오스트리아 왕위 계승 전쟁 : 뎃팅겐 전투.
- 1759년 - 7년 전쟁 : 제임스 울프 이끄는 영국군이 누벨프랑스의 수도 퀘벡의 포위를 시작했다.
- 1862년 - 미국 남북전쟁, 반도전역 게인스 밀에서 남북군 전투. 북군 패배. 북군 철수 시작.
- 1917년 - 중립이었던 그리스가 전 동맹국에 선전 포고를 하다.
- 1950년 - 한국 전쟁 : 보도연맹 사건 . 유엔 안보리에서 조선민주주의인민공화국 탄핵 결의안이 통과된다.
- 1954년 - 변영태가 국무총리의 임기를 시작했다.
- 1974년 - 미국 대통령 리처드 닉슨이 소련을 방문.
- 1976년 - 텔아비브에서 파리행 에어 프랑스 항공기가 납치되어 우간다의 엔테베 국제공항에 강제 착륙되었다. 이후 7월 3일 이스라엘 특수부대가 기습침투하여 인질들을 구출하였는데 이것이 유명한 엔테베 작전이다.
- 1977년 - 지부티가 독립했다.
- 1980년 - 이탈리아 시칠리아 섬 근해에서 이타비아 항공 소속 항공기가 NATO의 미사일에 격추, 추락.
- 1991년 - 유고슬라비아 내전: 슬로베니아의 유고슬라비아에서 독립 선언을 통해 열흘간 전쟁이 발발.
- 1995년 - 대한민국에서 지방의회 의원 및 지방자치단체의 장을 선출하는 제1회 전국동시지방선거가 실시되다.
- 2007년 - 토니 블레어 영국 총리가 엘리자베스 2세에 사표를 제출했다.
- 2008년 - 북한 영변 냉각탑 폭파.
- 2013년 - 전두환 추징법이 반대 2표, 기권 4표로 국회 본회의에 통과하였다. 이로서 이 법은 2020년 10월까지 시효가 연장된다.
- 2014년 - 벨기에 브뤼셀에서 열린 EU 정상회의에서 장클로드 융커 전 룩셈부르크 총리를 유럽연합 집행위원장으로 지명하였다.
- 2025년 - 어느 한 미용실에서 자신을 우신고등학교의 한국사 선생님이라 지칭하는 사람이 나타나 소동을 부렸다.   미용사: 원하시는 컷 있으실까요?  ???: "암컷"

## 문화
- 1967년 - 런던의 바클리스 은행(Barclays Bank)에 세계 최초의 ATM 설치.
- 1974년 - 유로콥터 AS350 에퀴아이 초도비행.
- 1984년 - 88올림픽고속도로가 개통했다.
- 1990년 - 서울 지하철 5호선 착공.
- 1998년 - 말레이시아 쿠알라룸푸르 국제공항 개항.
- 2012년 - 대한민국의 스위치백 구간인 영동선 통리~심포리~흥전~나한정~도계 구간이 폐선되었다.
- 2013년 - 중부내륙고속도로 남여주 나들목 구간이 개통되었다.
- 2017년 - 롯데 자이언츠 가 역사적인 역전승 경기를 가져간 날이다.
- 2018년 - 2018년 러시아 월드컵에서 독일이 대한민국에 패함으로써 1938년 이후 80년만에 월드컵 본선 조별 예선에서 탈락하였다.

## 탄생
- 1350년 - 동로마 제국의 황제 마누일 2세 팔레올로고스. (~1425년)
- 1462년 - 프랑스의 왕 루이 12세. (~1515년)
- 1550년 - 프랑스의 왕 샤를 9세. (~1574년)
- 1603년 - 조선 후기의 왕족 정명공주. (~1685년)
- 1789년 - 독일의 작곡가 프리드리히 질허. (~1860년)
- 1880년 - 미국의 작가, 장애인 복지활동가, 교육자 헬렌 켈러. (~1968년)
- 1905년 - 중화권의 배우, 무술가 관더싱. (~1996년)
- 1914년 - 영국의 작가 로버트 에이크먼. (~1981년)
- 1920년 - 대한민국의 기업인 이장균. (~1997년)
- 1925년 - 대한민국의 성우 이춘사.
- 1929년
  - 대한민국의 비전향장기수 신광수.
  - 대한민국의 극작자 이근삼. (~2003년)
- 1930년 - 폴란드의 배우, 영화 감독 리샤르트 론체프스키. (~2020년)
- 1932년 - 대한민국의 외교관 노재원. (~2006년)
- 1934년
  - 대한민국의 관료, 체육인 장덕진. (~2017년)
  - 대한민국의 정치인 한갑수.
- 1940년 - 미국의 수학자 대니얼 퀼런. (~2011년)
- 1941년
  - 일본계 미국의 정치인 마이크 혼다.
  - 폴란드의 영화감독 크쥐시토프 키에슬로프스키. (~1996년)
- 1943년 - 키라 폰 프로이센 왕녀. (~2004년)
- 1944년 - 미국의 작사가 윌 제닝스. (~2024년)
- 1952년
  - 대한민국의 가수 이용복.
  - 프랑스의 가수 다니엘 비달.
- 1953년
  - 대한민국의 정치인 신창현.
  - 일본의 애니메이션 미술감독 야마모토 니조. (~2023년)
- 1955년
  - 대한민국의 정치인 김순례.
  - 프랑스의 영화배우 이자벨 아자니.
- 1956년 - 일본의 야구 선수 니시모토 다카시.
- 1957년 - 대한민국의 야구 선수 차영화.
- 1959년 - 폴란드의 영화 감독 야누시 카민스키.
- 1962년 - 중국의 배우 양조위.
- 1964년 - 대한민국의 배우 박준규.
- 1965년 - 대한민국의 방송인, 언론인 신동욱.
- 1966년
  - 대한민국의 배우 김보성.
  - 대한민국의 전 축구 선수, 현 축구 코치 고정운.
  - 대한민국의 가수 이정현.
  - 미국의 영화감독, 프로듀서 J. J. 에이브럼스.
- 1970년 - 대한민국의 종합격투기 선수 최무배.
- 1974년
  - 대한민국의 뮤지컬 배우 김선영.
  - 러시아의 장군 안드레이 수호베츠키. (~2022년)
  - 미국의 배우, 가수 크리스천 케인.
  - 일본의 축구 선수 요네야마 사토시.
- 1975년 - 미국의 배우 토비 매과이어.
- 1977년
  - 대한민국의 희극인 정종철.
  - 스페인의 축구 선수 라울 곤살레스.
- 1978년 - 일본의 전 축구 선수 하야시 고헤이.
- 1979년
  - 대한민국의 배우 김규리.
  - 대한민국의 전 야구 선수 조현수.
  - 대한민국의 댄서 하휘동.
  - 대한민국의 가수, 작곡가 오성훈. (~2025년)
- 1980년
  - 대한민국의 희극인 노우진.
  - 대한민국의 야구 선수 정성훈.
- 1981년
  - 대한민국의 배우 김도윤.
  - 브라질의 축구 선수 클레베르 산타나. (~2016년)
- 1982년 - 조선민주주의인민공화국의 축구 선수 리한재.
- 1983년
  - 대한민국의 전직 광주 북구의회의원 최유진.
  - 러시아의 가수, 배우 알수.
- 1984년
  - 대한민국의 배우 손호준.
  - 그리스의 축구 선수 호세 홀레바스.
  - 뉴질랜드의 배우 에마 라하나.
- 1985년 - 독일의 레이싱 드라이버 니코 로스베르크.
- 1986년
  - 대한민국의 야구 선수 배영섭.
  - 영국의 배우 샘 클라플린.
  - 미국의 가수, 배우, 희극인, 작가 드레이크 벨.
- 1987년
  - 대한민국의 컬링 선수 김지선.
  - 대한민국의 축구 선수 최수진.
- 1988년
  - 대한민국의 배우 양진성.
  - 독일의 축구 선수 첼리아 샤시치.
- 1989년 - 대한민국의 레이싱 모델 강하빈.
- 1990년
  - 대한민국의 레이싱 모델 이아린.
  - 대한민국의 바둑 기사 조인선.
- 1991년
  - 대한민국의 배우 이원근.
  - 대한민국의 전 가수, 배우 박민하. (나인뮤지스)
  - 대한민국의 트로트 가수 이예준.
  - 일본의 성우, 가수 야마자키 하루카.
- 1992년
  - 대한민국의 가수, 영화배우 안소희.
  - 대한민국의 태권도 선수 인교돈.
  - 일본의 배우, 패션 모델 혼다 츠바사.
  - 네덜란드의 수영 선수 페리 베이르트만.
- 1993년 - 대한민국의 가수 러비.
- 1994년 - 대한민국의 가수, 뮤지컬배우 이서영 (헬로비너스).
- 1995년 - 대한민국의 야구 선수 조이현.
- 1996년
  - 대한민국의 치어리더 손지해.
  - 미국의 가수 로렌 하우레기.
- 1997년
  - 대한민국의 야구 선수 박세진.
  - 대한민국의 유도 선수 이하림.
  - 대한민국의 배우 서범준.
  - 대한민국의 미스코리아, 기상캐스터 김수진.
- 1998년 - 대한민국의 가수 건희 (원어스).
- 1999년 - 대한민국의 피겨 스케이팅 선수 김규은.
- 2000년 - 대한민국의 베드민턴 선수 정나은.
- 2001년 - 대한민국의 가수 레프 야드.
- 2003년 - 대한민국의 래퍼 Troy.
- 2007년 - 일본의 아이돌 오가와 아야.
- 2009년 - 대한민국의 배우 임한빈.

### 미상
- 대한민국의 성우 이재명. (~2025년)
- 대한민국의 가수 디이어.
- 대한민국의 가수 migoo.

## 사망
- 1458년 - 아라곤의 왕 알폰소 5세. (1396년~)
- 1574년 - 이탈리아의 화가, 건축가 조르지오 바사리. (1511년~)
- 1636년 - 일본 센고쿠 시대의 장수 다테 마사무네. (1567년~)
- 1831년 - 프랑스의 수학자, 물리학자, 철학자 소피 제르맹. (1776년~)
- 1985년 - 대한민국의 정치인 권중돈. (1912년~)
- 1999년 - 그리스의 독재자 요르요스 파파도풀로스. (1919년~)
- 2001년 - 핀란드의 화가, 소설가 토베 얀손. (1914년~)
- 2005년 - 대한민국의 가수 김창남. (1957년~)
- 2007년
  - 대한민국의 인터넷 작가 러브풀. (1980년~)
  - 대한민국의 사회운동가 윤한봉. (1948년~)
- 2016년
  - 대한민국의 쇼트트랙 선수 오세종. (1982년~)
  - 미국의 미래학자 앨빈 토플러. (1928년~)
- 2017년
  - 대한민국의 마라톤 선수 서윤복. (1923년~)
  - 스웨덴의 배우 미카엘 뉘크비스트. (1960년~)
- 2018년
  - 대한민국의 정치인 최돈웅. (1935년~)
  - 미국의 가수 조지프 잭슨. (1928년~)
  - 미국의 소설가, 작가 할런 엘리슨. (1934년~)
- 2020년
  - 세르비아의 축구 감독 일리야 페트코비치. (1945년~)
  - 아르헨티나의 영화배우 린다 크리스털. (1934년~)
  - 미국의 기업인, 사업가 잭 휘태커. (1947년~)
- 2022년 - 미국의 영화배우 조 터켈. (1927년~)
- 2023년
  - 스위스의 작가 파스칼 메르시어. (1944년~)
  - 대한민국의 기업인, 정치인 윤석민. (1938년~)
- 2024년
  - 카메룬의 축구 선수 란드리 눈게모. (1985년~)
  - 미국의 영화배우 마틴 멀. (1943년~)
- 2025년 - 대한민국의 기업인 최준명. (1933년~)

## 기념일
- 독립기념일: 지부티
- 헬렌켈러의 날: 미국
- 국립 HIV 테스트의 날(NHTD): 미국
- 혼혈인의 날: 브라질
- 캐나다 다문화의 날(Canadian Multiculturalism Day): 캐나다
- 국군의 날(formerly Veterans' Day): 영국
- 국민 화합의 날: 타지키스탄

## 같이 보기
- 전날: 6월 26일 다음날: 6월 28일 - 전달: 5월 27일 다음달: 7월 27일
- 음력: 6월 27일
- 모두 보기